# 王旒
王旒（1482年—？年），字成玉，山东济南府济阳县人，軍籍。

## 生平
治《易經》，排行第三，弘治十七年（1504年）山東鄉試第四十四名舉人，年四十二歲中式嘉靖二年（1523年）癸未科會試第三百十七名，第三甲第二百五十六名進士。嘉靖十六年任河南彰德府知府。十八年二月世宗巡幸承天府，因未去朝见被锦衣卫逮捕问罪。

## 家族
曾祖王才兴。祖父王斌。父王京。母莊氏，继母李氏。慈侍下。兄王樾、王森、弟王注、王洧。